# Rue Maiselova
La rue Maiselova est une voie de Prague. Située dans la Vieille Ville de Prague, elle relie la place Franz Kafka à la rue Břehová.

## Origine du nom
Elle porte le nom du riche homme d'affaires et banquier juif Mordechai Maisel (1528-1601) qui, en 1592, fit construire la synagogue Maisel dans la rue.

## Historique
La rue reliait le centre de la vieille ville à la ville juive, menant de l'église Saint-Nicolas de la place de la Vieille ville à la rue Břehova. La rue avait à l'origine plus de noms:
- partie sud - "Zlatà"
- partie centrale - "Petit Masařská" d'après les bouchers
- partie des synagogues - "Rabinská"
- partie nord - "Velkodvorská"

Depuis 1901, toute la rue s'appelle "Maiselova", dans les années 1940-1945, elle s'est temporairement appelée "Filip de Monte". 

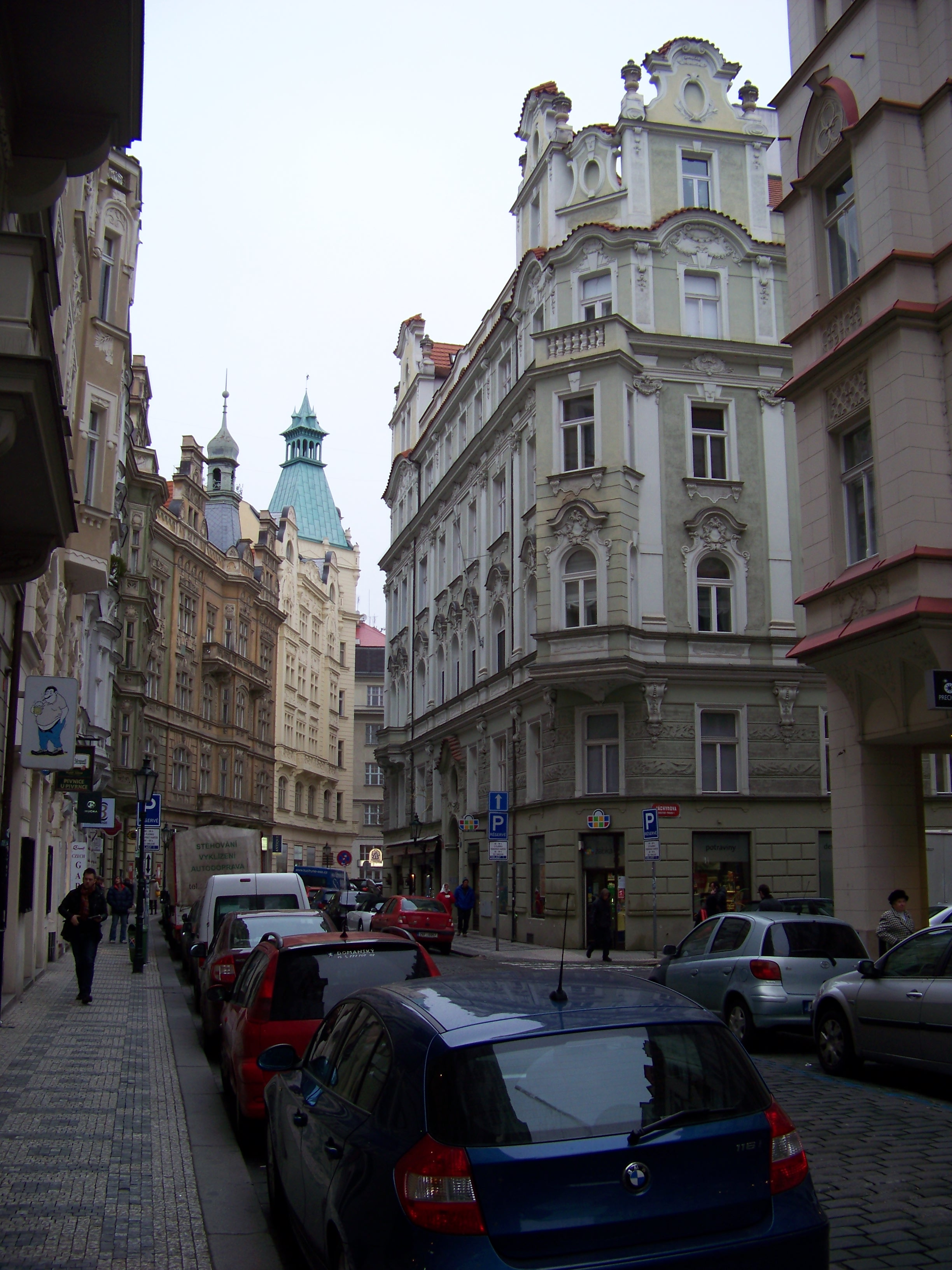
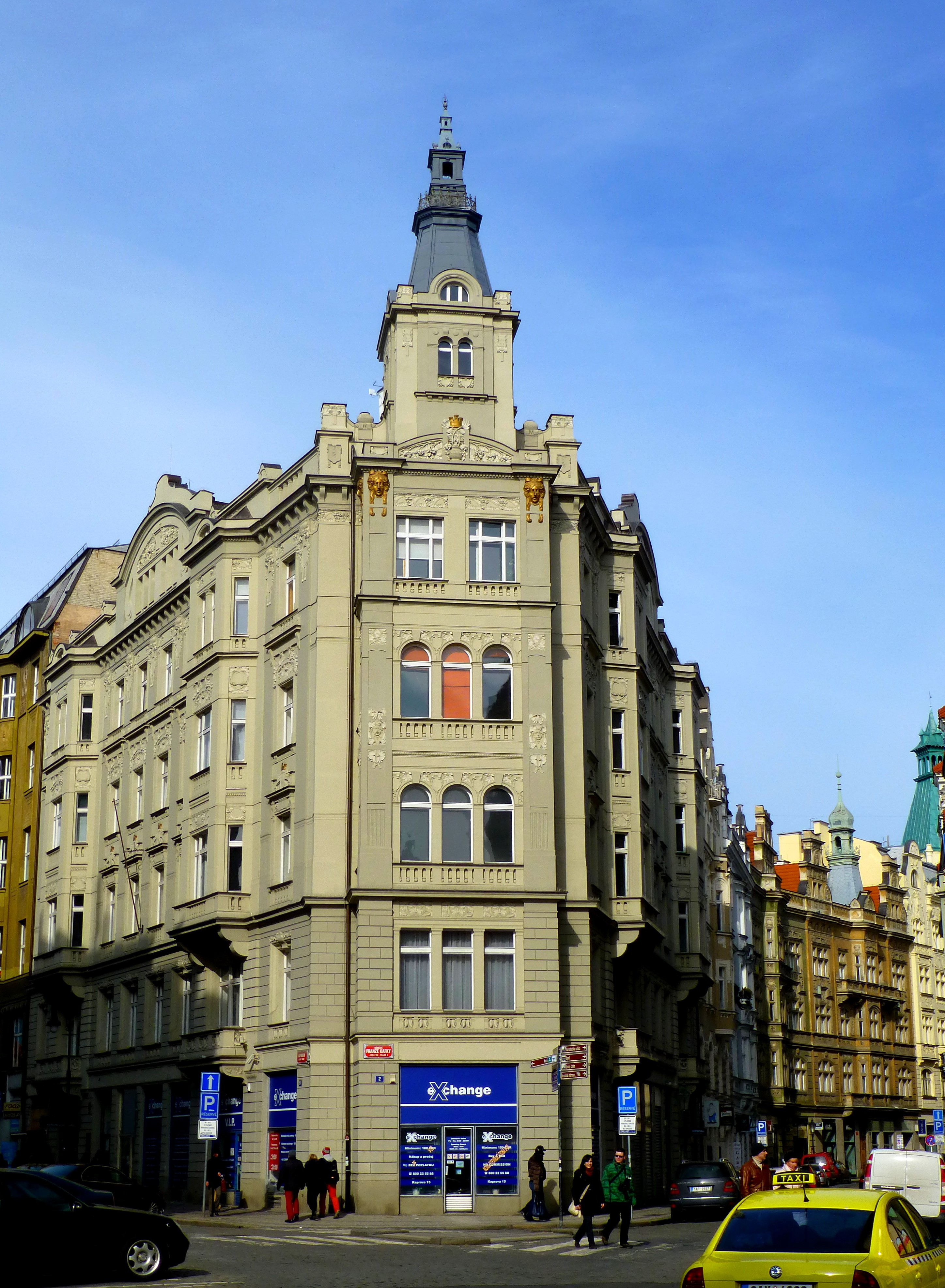
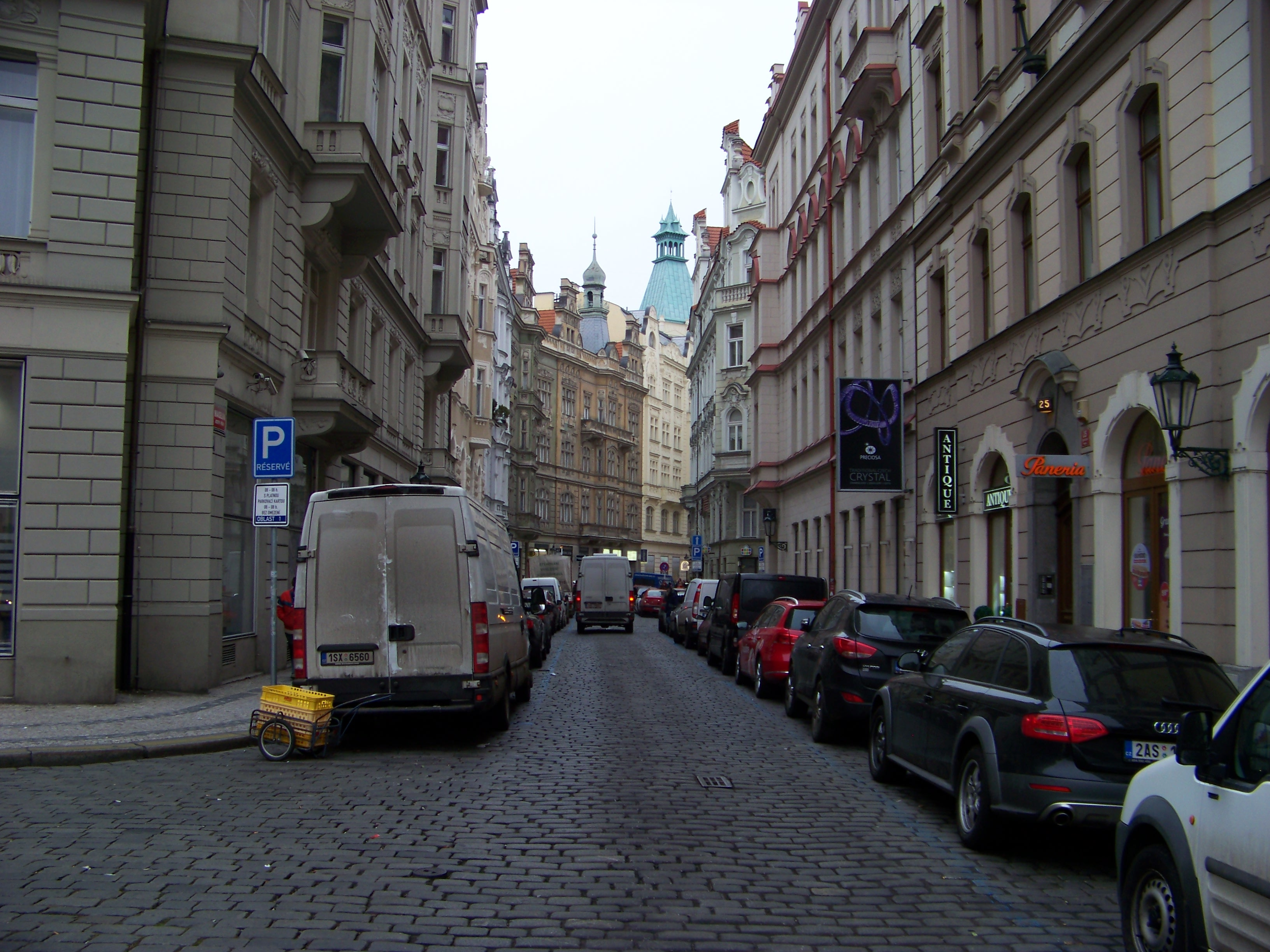
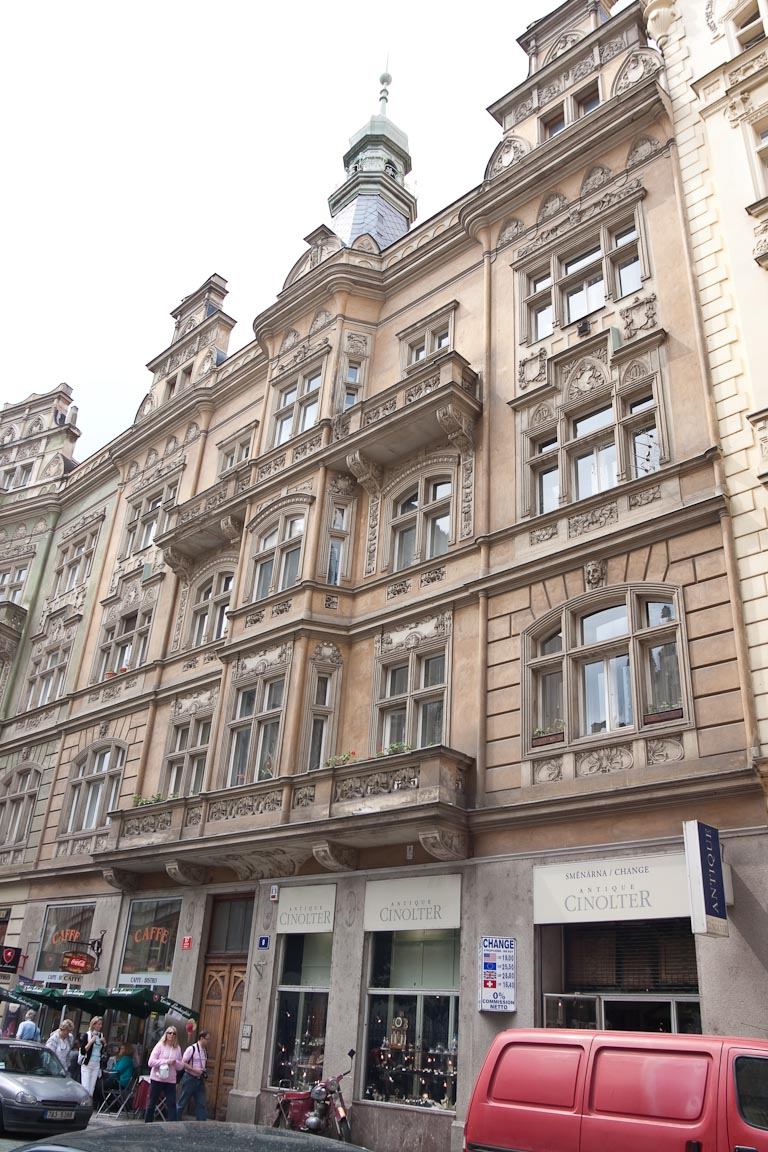
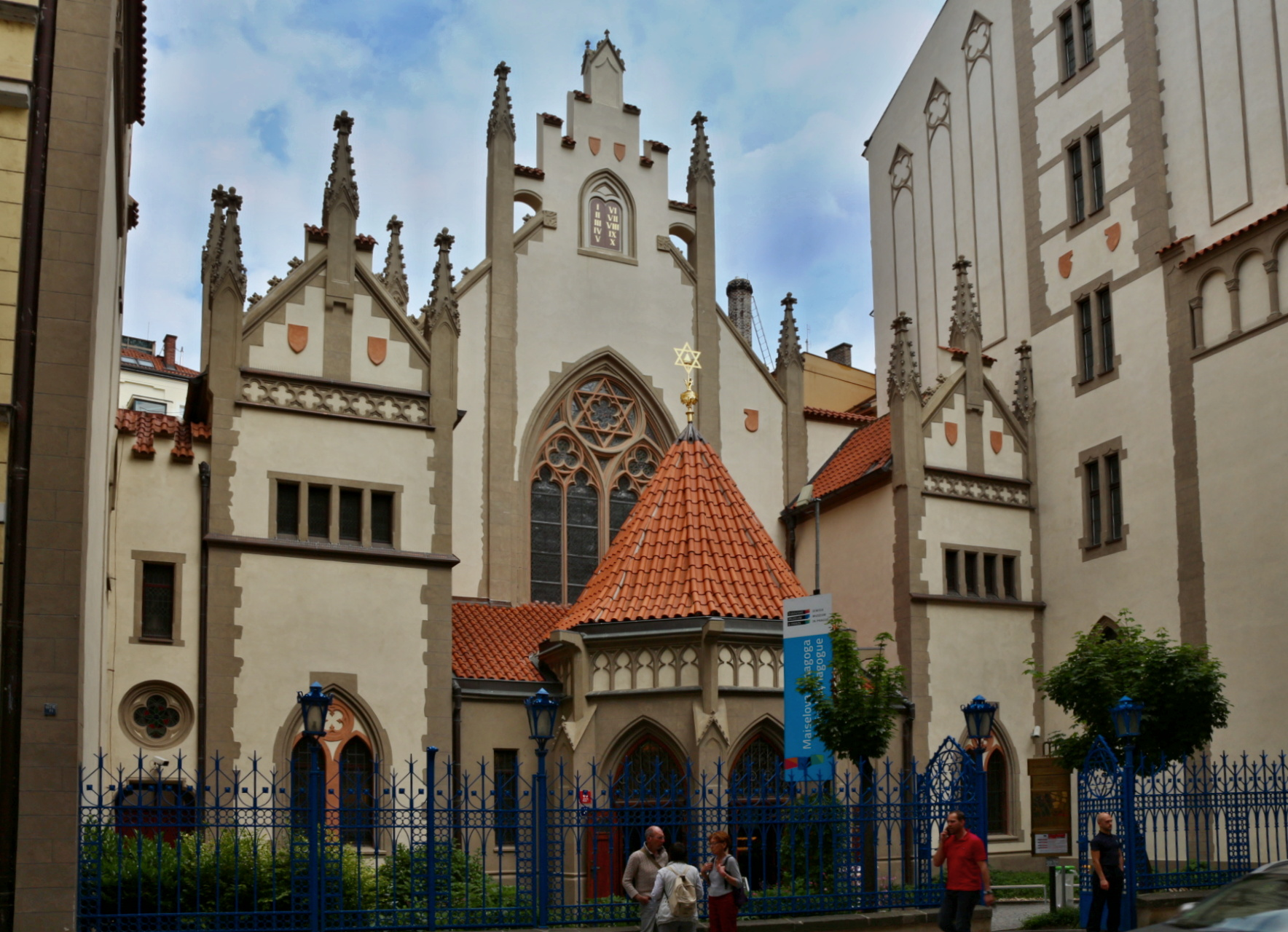

## Bâtiments remarquables et lieux de mémoire
- restaurant U Golema - maison d'angle au n°8 (et Jáchymova 1) [2]
- Synagogue Maisel - n° 10
- Maiselova Antik - n°15 [3]
- Haute synagogue - n° 18 et Cervena 4 [4]
- Synagogue Vieille-Nouvelle [5]